# 月種
月種または月種族（げっしゅ、サンスクリット: चन्द्रवंश candravaṃśa チャンドラ・ヴァンシャ）は、インドの王族である。伝説のプラティシュターナ王プルーラヴァスを始祖とする。プラーナ文献において、古代インドの王家はほとんどが日種と月種のいずれかの系統に整理された。

## 伝承
プラーナ文献によれば、プルーラヴァスはブダとイラーの子であった。ブダは月神ソーマとターラー（ターラカー）の子であるため、プルーラヴァスは月神の孫ということになる。このためにプルーラヴァスを始祖とする王家は月種と呼ばれる（ただし『マハーバーラタ』1.75ではイラーがプルーラヴァスの父でも母でもあるとしている）。
プルーラヴァスはプラティシュターナ（プラヤーガ、現在のウッタル・プラデーシュ州イラーハーバード）に都を置いた。
プルーラヴァスの母のイラーはヴァイヴァスヴァタ・マヌの子であり、したがって日種の祖であるイクシュヴァークはプルーラヴァスの母方の叔父にあたる。月種はイラーの子孫であるためにアイラ（イラーの形容詞形）族とも呼ばれる。
プルーラヴァスの子のアーユ（アーユス）が父を継承し、その兄弟のアマーヴァスはカーニヤクブジャ（カナウジ）に新たな王朝を開いた。
アーユにはナフシャ、クシャトラヴリッダ、ランバ、ラジ、アネーナスの5人の子があったが、ナフシャが父を継承した。クシャトラヴリッダはカーシー（ヴァーラーナシー）に王朝を開いた。
ナフシャの長男であるヤティは出家したため、弟のヤヤーティが父を継承した。ヤヤーティにはヤドゥ、トゥルヴァス、ドルヒユ、アヌ、プールの5人の子があり、王国を5つに分割して与えた。ヤドゥの子孫をヤドゥ族（ヤーダヴァ）、プールの子孫をプール族（パウラヴァ）といい、プラーナ文献はこの2つの家系を特に詳しく述べている。同様にドルヒユ族はドルヒユの、アヌ族（アーナヴァ）はアヌの末裔とされる。
有名なバラタ王はプール族のドゥフシャンタ王とシャクンタラーの間の子であり、バラタ族はその子孫とされる。『マハーバーラタ』の主要な登場人物が属するカウラヴァ家とパーンダヴァ家はバラタ族のクル王の子孫（クル族）ということになっている。また、南北2つのパンチャーラ族もバラタ族から分かれたとされる。
また、クリシュナはヤドゥ族のヴァスデーヴァの子である。ヤドゥ族からはハイハヤ族が分岐し、マーヒシュマティーを首都とした。